# Garra ceylonensis
Garra ceylonensis är en fiskart som beskrevs av Bleeker, 1863. Garra ceylonensis ingår i släktet Garra och familjen karpfiskar. Inga underarter finns listade i Catalogue of Life.